# Ludwig August Lebrun
Ludwig August Lebrun, född 2 maj 1746 i Mannheim, död 16 december 1790 i Berlin, var en tysk oboist. 
Lebrun var 1764–1778 anställd i Münchens hovorkester, gjorde många konsertresor och komponerade bland annat stycken för oboe och flöjt. Hans hustru, Franziska Danzi, var en av sin tids mest framstående sopransångerskor.